# Prisoner (canción de The Weeknd)
"Prisoner" es una canción del artista canadiense The Weeknd, con la colaboración de la cantante estadounidense Lana Del Rey para su segundo álbum de estudio Beauty Behind The Madness (2015). Los artistas que coescribieron la canción son Illangelo, quién coprodujo él, The Weeknd. Lana del rey, es la única artista femenina que aparece en el álbum.

## Rendimiento comercial
"Prisoner" debutó en el número 47 de la lista  Billboard Hot 100, con 51,291 copias vendidas en su primera semana. La canción también acumuló 3.7 millones de reproducciones vía streaming en EE. UU.

## Presentaciones en vivo
Del Rey y The Weeknd cantaron la canción en vivo juntos por primera vez el 9 de diciembre de 2015 en un espectáculo al aire libre en el The Forum, Los Ángeles.

## Posicionamiento en listas
| Lista (2015)                         | Mejor posición |
| ------------------------------------ | -------------- |
| France (SNEP)                        | 113            |
| Sweden (Sverigetopplistan)           | 95             |
| UK Singles (Official Charts Company) | 78             |
| UK R&B (Official Charts Company)     | 19             |
| US Billboard Hot 100                 | 47             |
| US Hot R&B/Hip-Hop Songs (Billboard) | 13             |